# Несконсет (Нью-Йорк)
Несконсет (англ. Nesconset) — переписна місцевість (CDP) в США, в окрузі Саффолк штату Нью-Йорк. Населення — 13 207 осіб (2020).

## Географія
Несконсет розташований за координатами 40°50′49″ пн. ш. 73°9′7″ зх. д. / 40.84694° пн. ш. 73.15194° зх. д. (40.846855, -73.152008).  За даними Бюро перепису населення США в 2010 році переписна місцевість мала площу 9,90 км², з яких 9,90 км² — суходіл та 0,01 км² — водойми.

## Демографія
Згідно з переписом 2010 року, у переписній місцевості мешкало 13 387 осіб у 4564 домогосподарствах у складі 3583 родин. Густота населення становила 1352 особи/км².  Було 4711 помешкання (476/км²).
Расовий склад населення:
| - 91,8 % — білих - 4,9 % — азіатів - 1,3 % — чорних або афроамериканців - 0,1 % — корінних американців - 1,0 % — осіб інших рас |

До двох чи більше рас належало 1,0 %. Частка іспаномовних становила 6,2 % від усіх жителів.
За віковим діапазоном населення розподілялося таким чином: 25,7 % — особи молодші 18 років, 60,6 % — особи у віці 18—64 років, 13,7 % — особи у віці 65 років та старші. Медіана віку мешканця становила 40,9 року. На 100 осіб жіночої статі у переписній місцевості припадало 94,6 чоловіків;  на 100 жінок у віці від 18 років та старших — 92,2 чоловіків також старших 18 років.
Середній дохід на одне домашнє господарство  становив 132 790 доларів США (медіана — 117 946), а середній дохід на одну сім'ю — 145 756 доларів (медіана — 129 768). Медіана доходів становила 90 961 долар для чоловіків та 55 545 доларів для жінок. За межею бідності перебувало 3,0 % осіб, у тому числі 3,5 % дітей у віці до 18 років та 1,7 % осіб у віці 65 років та старших.
Цивільне працевлаштоване населення становило 6977 осіб. Основні галузі зайнятості: освіта, охорона здоров'я та соціальна допомога — 30,1 %, науковці, спеціалісти, менеджери — 11,1 %, роздрібна торгівля — 8,7 %, будівництво — 7,4 %.